# Roncus anophthalmus
Espèce
Synonymes
- Obisium anophthalmum Ellingsen, 1910
- Roncus cyclopius Beier, 1938
- Roncus crassimanus Beier, 1938
- Roncus vulcanius Beier, 1938

Roncus anophthalmus est une espèce de pseudoscorpions de la famille des Neobisiidae.

## Distribution
Cette espèce se rencontre en Bosnie-Herzégovine et en Croatie.

## Systématique et taxinomie
Cette espèce a été décrite sous le protonyme Obisium anophthalmum par Ellingsen en 1910. Elle est placée dans le genre Roncus par Beier en 1932.
Roncus cyclopius a été placée en synonymie par Beier en 1939
Roncus crassimanus et Roncus vulcanius ont été placées en synonymie par Ćurčić, Ćurčić et Makarov en 1995

## Publication originale
- Ellingsen, 1910 : Die Pseudoskorpione des Berliner Museums. Mitteilung aus dem Zoologischen Museum in Berlin, vol. 4, p. 357-423 (texte intégral).